# بخش مدیسون (شهرستان پری، اوهایو)
بخش مدیسون (به انگلیسی: Madison Township) یک منطقهٔ مسکونی در ایالات متحده آمریکا است که در شهرستان پری، اوهایو واقع شده‌است.
 بخش مدیسون ۶۰٫۴ کیلومتر مربع مساحت و ۱٬۲۲۹ نفر جمعیت دارد و ۲۴۲ متر بالاتر از سطح دریا واقع شده‌است.